# Emilio Clauser
Emilio Clauser (Milano, 1917 – Milano, 5 marzo 1986) è stato un matematico e fisico italiano.

## Biografia
Dopo la laurea, conseguita a Milano, è stato a lungo assistente di Bruno Finzi, quindi professore incaricato di meccanica razionale presso il Politecnico di Milano.
Nel 1962 conseguì l'ordinariato in meccanica razionale sempre presso il Politecnico di Milano. È stato, dal 1977 al 1976, segretario, e poi, dal 1977 al 1982, direttore del Seminario Matematico e Fisico dell'Università e del Politecnico di Milano. 
Si è occupato principalmente di problemi inerenti alla teoria della relatività e, in particolare, del moto di particelle e singolarità in campi relativistici.
Riposa in un colombaro del Cimitero di Bruzzano, a Milano.

## Opere
- Istituto Lombardo di Scienze e Lettere. Rendiconti, Classe di Scienze Matematiche e Naturali (Milano) 18 (1954), 473
- "Geometrizzazione della dinamica dei sistemi a vincoli mobili", Atti Accad. Naz. Lincei. Rend. Cl. Sci. Fis. Mat. Nat. (8) 19 (1955), 33--39.
- "Movimento di particelle nel campo unitario einsteiniano", Atti Accad. Naz. Lincei. Rend. Cl. Sci. Fis. Mat. Nat. (8) 21 (1956), 408--416.
- "Legge di moto nell'ultima teoria unitaria einsteiniana", Nuovo Cimento, X. Ser. 7, 764-788 (1958).